# One Museum Park
Il One Museum Park è un grattacielo situato a Chicago, negli Stati Uniti. Progettato dallo studio di architettura Pappageorge Haymes, si trova nella zona di Near South Side ed è alto 221 metri.